# الحمضة القديمة
الحمضة القديمة منطقة أثرية تقع بالقرب من مدينة تثليث جنوب المملكة العربية السعودية. 

## الوصف
تقع الحمضة القديمة على بعد نحو 45 كم شمال شرق تثليث٬ وتبلغ أبعاد الموقع نحو (50 × 150م). تتكون آثارها من مبان طينية٬ وأطلال لوحدات سكنية٬ وأبراج مراقبة مربعة الشكل تطل على وادي تثليث، وجميع هذه البقايا الأثرية واقعة فوق ربوة مرتفعة عن الأرض٬ ويرجع تاريخها إلى العصور الإسلامية المتأخرة.

## وصلات خارجية
- صورة مباني طينية في موقع الحمضة القديمة